# Mont-Tremblant
Mont-Tremblant ist eine Stadt und ein bekanntes Skigebiet in der kanadischen Provinz Québec (regionale Grafschaftsgemeinde Les Laurentides in der Verwaltungsregion Laurentides). Auch in den anderen Jahreszeiten ist es als Erholungsgebiet beliebt.
Der Ort Mont-Tremblant selbst, das Zentrum des Skigebiets, besteht teils aus bunten Holzhäusern in historischem Stil, teils aus an Disneyland erinnernden Hotelkomplexen.
Erreichbar ist die Stadt über die Route 117 der Provinz Québec, ein Teilstück des Trans-Canada Highway.

## Geographie
Mont-Tremblant liegt in den Laurentinischen Bergen am Fuß des Mont Tremblant (968 m), etwa 130 km nordwestlich von Montreal und 140 km nordöstlich von Ottawa. Durch die Stadt fließt der Rivière du Diable, der sieben Kilometer südlich in den Fluss Rivière Rouge mündet. Nördlich der Stadt liegt der Parc national du Mont-Tremblant, der älteste und größte Nationalpark der Provinz Québec (1510 km²).

## Sport
- Etwa 14 km nördlich der Stadt liegt der Circuit Mont-Tremblant, eine 4,265 km lange Automobilrennstrecke, auf der auch schon Formel-1-Rennen ausgetragen wurden (1968 und 1970).
- Seit 2012 wird jährlich der Ironman Mont-Tremblant ausgetragen, der am 20. August 2017 zum sechsten Mal stattfand.
- Im Dezember 2023 fanden im östlich der Gemeinde gelegenen Skigebiet Rennen des Alpiner Skiweltcup 2023/24 (Riesenslalom der Damen) statt.

## Religion
In Mont-Tremblant befindet sich das Monastère du Magnificat der sedisvakantistischen Apostel der unendlichen Liebe.

## Städtepartnerschaften
Seit 1990 ist die Stadt mit dem französischen Wintersportort Châtel im Département Haute-Savoie durch eine Partnerschaft freundschaftlich verbunden.

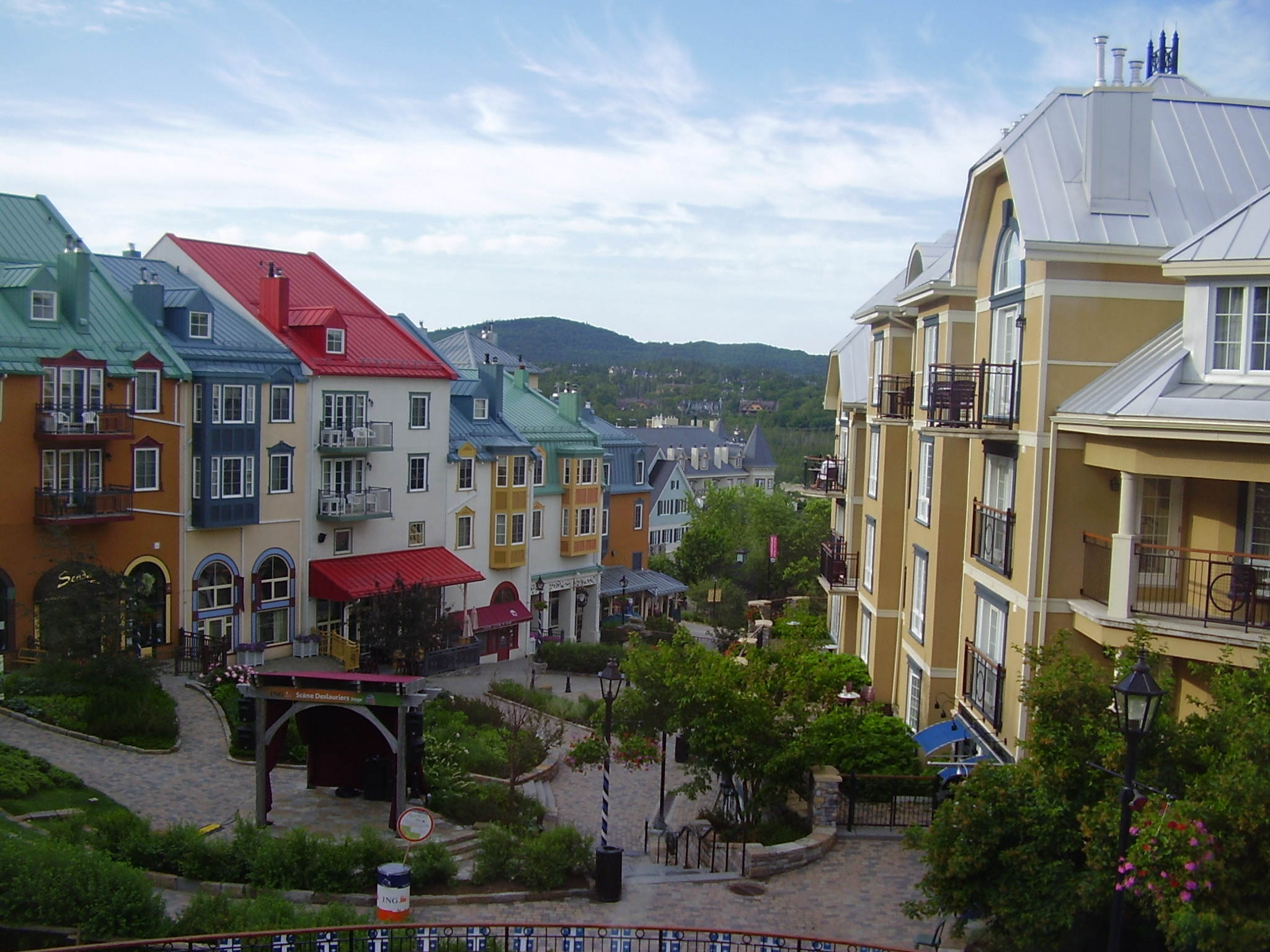
Mont-Tremblant Resort
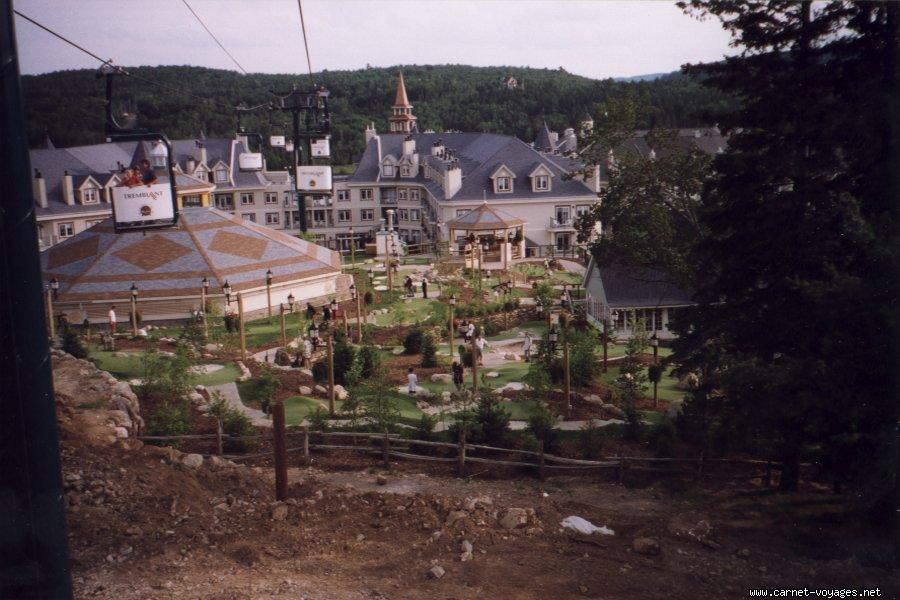
Centre Mont-Tremblant
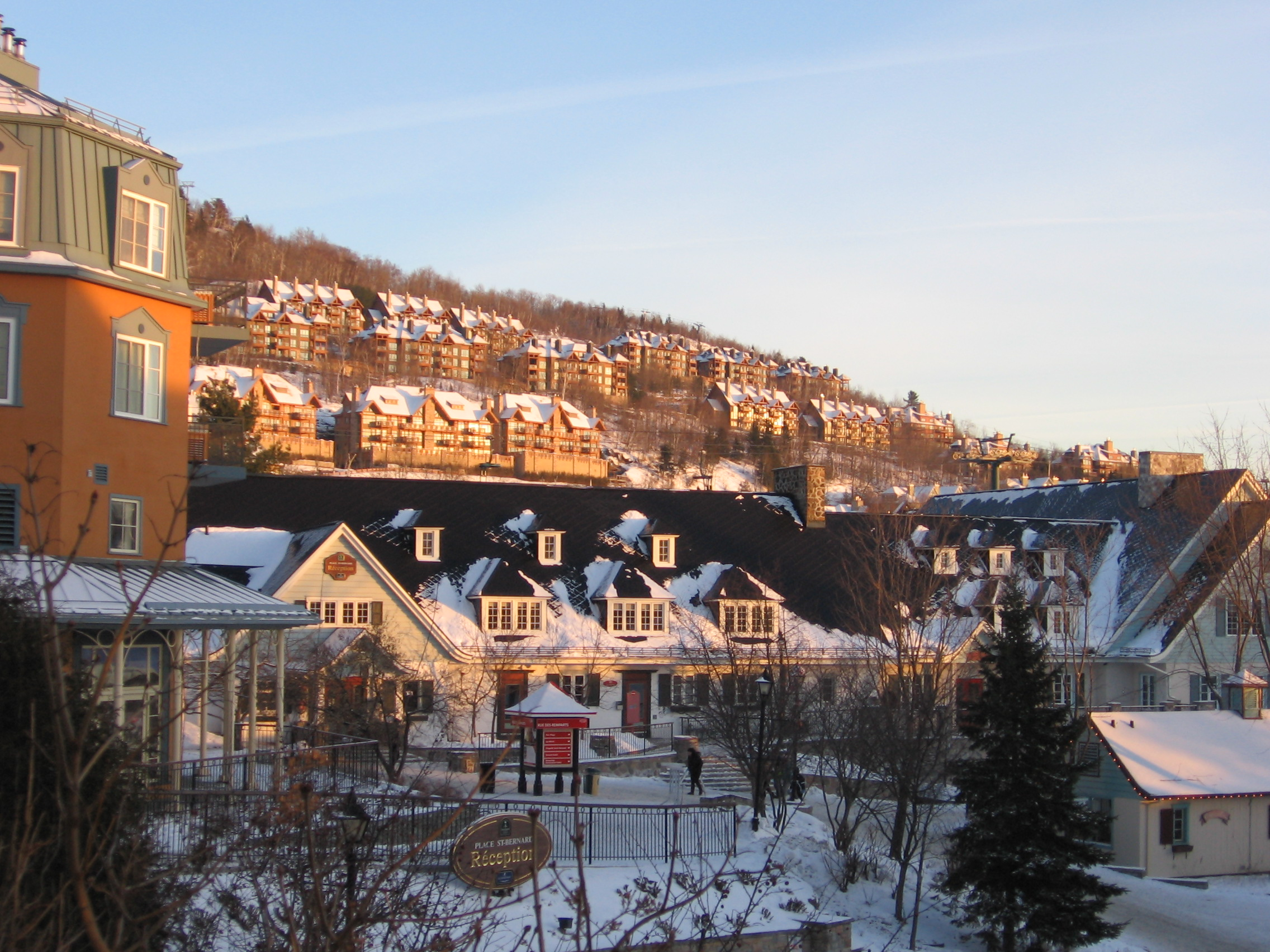
Mont-Tremblant Village

## Persönlichkeiten
- Charles Reid (* 1990), Snowboarder